# Noctilucales
A Noctilucales a páncélos ostorosok (Dinoflagellata) egyik rendje. Más páncélos ostorosoktól diploid érett sejtjében és nem állandó dinokarionjában tér el. Életciklusa diplonta, és jelen van benne az ivarsejtek meiózisa.

## Történet
Ernst Haeckel írta le először 1894-ben. Mivel csak 1 fajról (Noctiluca scintillans) volt elérhető molekuláris adat, és a többi faj nem volt kultúrában elérhető, 2022-ig rendszertanáról kevés ismeret volt. 2022-ben 3 új fajról jelentek meg molekuláris adatok, ez alapján igazolva, hogy a Noctilucales nem korai páncélosostoros-ősből ágazott el, hanem a páncélos ostorosokon belüli újabb csoport.

## Genetika
Kromoszómái egyes életszakaszokban nem kapcsolódnak egymáshoz. Nem fotoszintetikus fajaiban „rejtett plasztisz” lehet, mivel bár nincs tényleges plasztisz, annak génjei fennmaradtak bennük, míg a Spatulodinium plasztiszai fotoszintetikusak, és a fotoszintetikus páncélos ostorosok közös ősétől erednek.

## Filogenetika
Filogenomikai elemzések alapján a Noctilucales az Amphidinium testvércsoportja lehet, nem pedig a páncélosostoros-koronacsoporton kívüli független klád.

## Morfológia
Sejtjei nagyok (0,2–2 mm), és nagy vakuólumok töltik ki. Egyes fajok szimbionta zöldmoszatokat tartalmazhatnak, de a Noctilucales maga nem rendelkezik kloroplasztiszokkal. Ehelyett más planktont eszik, és gyakran speciális ostor vesz részt a bekebelezésben.

## Életciklus
Elsősorban osztódással szaporodik, de ivaros szaporodás is előfordul benne. A sejtek számos ivarsejtet állítanak elő, melyek a legtöbb héj nélküli páncélos ostorosra jobban hasonlít, és életciklusa egy részében van dinokarionja. A legtöbb másik páncélos ostorostól hamar elkülönült, és így általában önálló osztályba is sorolják.

## Rendszertan
- Noctiluciphyceae Fensome et al. 1993 [Noctilucae Haeckel 1866; Noctilucea Haeckel 1866 stat. nov.; Cystoflagellata Haeckel 1873 stat. nov. Butschli 1887][3][4][5]
  - Noctilucales Haeckel 1894
    - Noctilucaceae Saville-Kent 1881
      - Noctiluca Kofoid 1920 [Mammaria Oken 1815 (sic); Slabberia Oken 1815 (sic)]
      - Spatulodinium Cachon & Cachon-Enjumet 1968 ex Loeblich & Loeblich III 1969

    - Kofoidiniaceae Taylor 1976
      - Cymbodinium Cachon & Cachon-Enjumet 1967
      - Pomatodinium Cachon & Cachon-Enjumet 1966
      - Kofoidinium Pavillard 1928

    - Leptodiscaceae Kofoid 1905
      - Abedinium Loeblich & Loeblich III 1966 [Leptophyllus Cachon & Cachon-Enjumet 1964 non Hope 1842]
      - Cachonodinium Loeblich III 1980 [Leptodinium Cachon & Cachon-Enjumet 1969 non Klement 1960]
      - Craspedotella Kofoid 1905
      - Leptodiscus Hertwig 1877 [Pratjetella Lohmann 1920; Clipeodinium Pascher 1917]
      - Petalodinium Cachon & Cachon-Enjumet 1969
      - Scaphodinium Margalef 1963 [Leptospathium Cachon & Cachon-Enjumet 1964]

## Fontos fajok
Leggyakoribb faja a Noctiluca scintillans, más néven N. miliaris. Ennek virágzása vörös-narancs, és zavarás hatására biolumineszcens lehet számos más páncélos ostoroshoz hasonlóan, és nagy virágzásai gyakran villogó fénynek tűnhetnek (tejestenger-hatás).
Másik gyakori faja a Spatulodinium pseudonoctiluca.